# Harry el Dits llargs
Harry el Dits llargs (Harry in Your Pocket) és una comèdia dramàtica i policíaca estatunidenca produïda i dirigida per Bruce Geller i estrenada el 1973.

## Argument
El film descriu les diverses peripecies d'una banda de petits carteristes i de les seves innocents víctimes.

## Repartiment
- James Coburn...Harry
- Michael Sarrazin...Ray Haulihan
- Trish Van Devere...Sandy Coletto
- Walter Pidgeon ...Casey
- Michael C. Gwynne ...Fence
- Tony Giorgio ...1er detectiu
- Michael Stearns...2n detectiu
- Susan Mullen ...Francine (com a Sue Mullen)
- Duane Bennett ...venedor
- Stanley Bolt...Mr. Bates
- Barry Grimshaw...Bellboy